# معمودية كييف روس

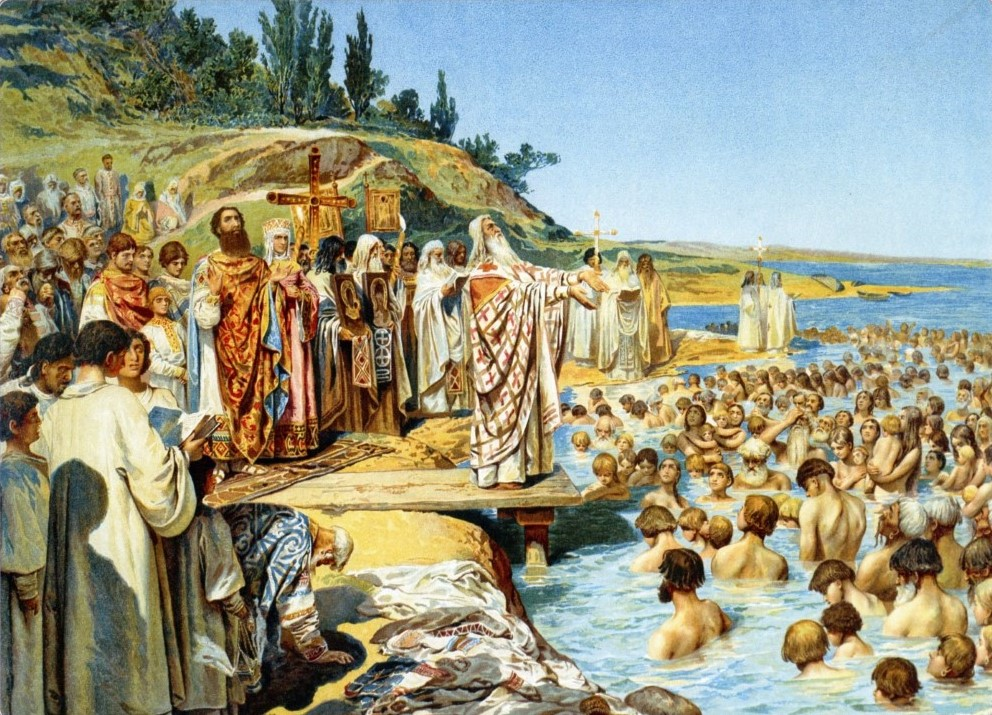
معمودية كييفانس، لوحة للرسام كلافديا ليبيديف

معمودية كيفانس هي مشهد لتنصير في روس كييف،  الذي حدث في مراحل عدة. في وقت مبكر من عام 867، ارسل بطريرك القسطنطينية فوتيوس برسائل إلى البطاركة الأرثوذكس، يدحض فيها الجرمان الذين أرسلهم بابا رومية نيقولاوس الأول، الذي عقد مجمعا في رومية ورفض الاعتراف برسامة فوتيوس، أخذ الجرمان يعلمون تعاليم غريبة عن تعليم الكنيسة الأرثوذكسية. عمل فوتيوس على تنصير الشعوب السلافية، لكن يبدو أن هذه العملية لم تترتب عليها أي آثار دائمة، لأن الوقائع الأولية والمصادر الأخرى وصفت السلافيين في روس كييف في القرن العاشر، بأنهم راسخون في الوثنية. انتهى هذا الصراع باعتنق الأمير فلاديمير الأول المسيحية وجعلها الدين الرسمي لروس كييف.
سارت عملية تعميد كييف روس على عدة مراحل. في أوائل عام 867، أعلن فوتيوس بطريرك القسطنطينية لبطاركة مسيحيين آخرين أن الروس (الشعوب الإسكندنافية)، المُعمدين من قِبل أسقفه، قد اتجهوا إلى المسيحية بحماس استثنائي. يبدو أن محاولات فوتيوس لتنصير البلاد لم يكن لها آثار باقية، إذ تصف حكاية السنوات الماضية (الحكاية الأولى) ومصادر سلافية أخرى أن الروس في القرن العاشر كانوا وثنيين راسخي الجذور. بناءً على الحكاية الأولى، يعود التعميد النهائي لكييف روس إلى سنة 988 (التاريخ موضع خلاف)، حين عُمّد فلاديمير العظيم في تاوريس خيرسون وشرع بتعميد عائلته وشعبه في كييف. يُشار إلى هذه الأحداث عادةً في الأدب الروسي والأوكراني بتعميد الروس.

## قبل التاريخ
وفقًا لتاريخ الكنيسة، أُحضرت المسيحية لأول مرة إلى ما يُعرف اليوم بمنطقة أوكرانيا وروسيا وبيلاروسيا من قِبل القديس أندرو (أندراوس)، من تلاميذ المسيح الأوائل. تنقل عبر البحر الأسود إلى مستعمرة تاوريس خيرسون اليونانية الواقعة في شبه جزيرة القرم، وحوّل عدة آلاف من الرجال إلى الديانة الجديدة. يُقال إن القديس أندرو تنقل شمالًا أيضًا على طول نهر دنيبر، في المكان الذي ستؤَسَّس فيه كييف نحو القرن الخامس الميلادي، وإلى أقصى الشمال في الموقع المستقبلي لفيليكي نوفغورود. تقول الحكاية الروسية الأولى أن القديس أندرو استمتع بالتقاليد السلافية بالاستحمام في حمام بخاري حار، بانيا (الساونا الروسية)، وهو في طريقه.
ظلت المستعمرات اليونانية الشمالية الواقعة في شبه جزيرة القرم والسواحل الأوكرانية المعاصرة على بحر آزوف والبحر الأسود، مراكزًا رئيسية للمسيحية في أوروبا الشرقية لقرابة ألف سنة. يُعد دير كهف إنكرمان من بين المواقع المسيحية البارزة، دير بيزنطي من العصور الوسطى، وهو المكان الذي يُفترض أن ذخيرة (الآثار المقدسة (جسدية أو مادية)) القديس كليمنت، بابا روما الرابع، قد حُفظت فيه قبل ترحيلها إلى كنيسة سان كليمنت من قِبل القديسيَن كيرلس وميثوديوس.
كان القديسان كيرلس وميثوديوس مُبشري المسيحية بين الشعوب السلافية لبلغاريا ومورافيا العظمى وبانونيا. أثّروا خلال عملهم على التطور الثقافي لجميع السلافيين، وبسبب ذلك أخذوا لقب «حواريو السلاف (الرُسل إلى السلاف)». يعود لهم الفضل باستنباط الأبجدية الغلاغوليتسية، أول أبجدية استُخدمت لتدوين اللغة الكَنَسيّة السلافية القديمة، أنشأ طلابهم فيما بعد الكتابة الكريلية (السِريلية) في الإمبراطورية البلغارية الأولى، تُستخدم اليوم في العديد من البلدان السلافية، من بينها روسيا. بعد موتهم، استمر تلاميذهم بعملهم التبشيري بين السلاف الآخرين. يُبجَّل كِلا الأخوين في الكنيسة الكاثوليكية الأوكرانية والكنيسة الكاثوليكية البيزنطية بالإضافة إلى الكنيسة الأرثوذكسية كقديسيَن مع لقب «شبيه الرسل (معادل الرسل)».

## القرن التاسع
أكثر مصدر موثوق لتنصير الروس الأول هو رسالة بابوية من البطريرك فوتيوس، يعود تاريخها إلى أوائل عام 867. أثناء إعداده لمَرجِع حصار القسطنطينية لعام 860، أعلم فوتيوس البطاركة المشرقيين والأساقفة أنه بعد أن اعتنق البلغاريون المسيحية عام 863، حذا الروس حذوهم. كما كان الأمر مع البلغاريين، وجد البطريرك أنه من الحكمة إرسال أسقف إلى البرابرة من القسطنطينية.
مع بعض التعديلات، كُررت القصة من قِبل قسطنطين السابع في كتابه حول إدارة الإمبراطورية، الذي تبعه عدة أجيال من المؤرخين البيزنطيين، من بينهم جون سكايلتز ويوهان زوناراس. أشار البلاط الإمبراطوري والبطريركية إلى الروس في القرن العاشر على أنهم مسيحية، وهو أمر يتجلى من حقيقة أن أسقفية (أبرشيّة) أرض الروس كانت مذكورة في لوائح كراسي المسيحية، التي أُعدت خلال حكم ليو الحكيم وقسطنطين السابع. هناك أيضًا خلاف ينطوي على الحجة من السكوت: لم يسجل أي تاريخ إغريقي التعميد الثاني للروس في تسعينيات القرن العاشر.

## القرن العاشر
أيًا كان مقدار ما بذله فوتيوس من جهود لتنصير الروس، فلم يكن له أثر مستمر. على الرغم من أن مؤلفي الحكاية الأولى قد أغفلوا ذكر رسالة فوتيوس، إلا أنهم كانوا مدركين بأن قسم كبير من شعب كييف روس كان مسيحيًا بحلول عام 944. في المعاهدة الروسية البيزنطية، المحفوظة في نص الحكاية، يُقسم الجزء المسيحي من الروس وفقًا لديانتهم، بينما يبتهل الأمير الحاكم والجزء الآخر من الروس غير المسيحيين بالآلهة بيرون وفيليس وفقًا للأعراف الوثنية. ذُكرت كنيسة القديس إيليا الجماعية في كييف (الذي كانت طائفته (طقوس وشعائر) في البلدان السلافية مُماثلة بشكل كبير لطائفة بيرون) في نص القصة، مما جعل الباحثين المعاصرين يفكرون بكمّ الكنائس التي كانت موجودة في كييف في ذلك الوقت.
إما في عام 945 أو عام 957، زارت الوصية على العرش، أولغا أميرة كييف، القسطنطينية مع القس جرجس. وُصف استقبالها في البلاط الإمبراطوري في المراسيم. وفقًا للأساطير، وقع إمبراطور بيزنطة قسطنطين السابع في حب أولغا؛ لكنها وجدت طريقة لصده عن طريق خداعه ليصبح عرّابها. حين عُمّدت، قالت أنه من غير الملائم لعرّابٍ أن يتزوج من ابنته بالمعمودية.
من المعروف غالبًا أن أولغا عُمدت في القسطنطينية وليس كييف، إلا أنه ليس هناك ذِكر واضح في الأسرار المقدسة، وبالتالي ليس هناك رواية مُستبعدة منهما (القسطنطينية أو كييف). من المعروف أيضًا أن أولغا طلبت أسقفًا وكهنة من روما. استمر ابنها، سفياتوسلاف (حكمَ:963 - 972)، بعبادة بيرون وآلهة أخرى من الدين الوثني السلافي. ظل وثنيًا متعنتًا كل حياته؛ وفقًا لحكاية السنوات الماضية (الحكاية الأولى)، اعتقد أنه سيفقد احترام محاربيه وأنهم سيسخرون منه إذا أصبح مسيحيًا.
بدا خليفة سفياتوسلاف، ياروبولك الأول (حكمَ: 972-980)، أنه يملك موقفًا توافقيًا تجاه المسيحية. حتى أن مصادر العصور الوسطى الأخيرة تدّعي أن ياروبولك تبادل المبعوثين مع البابا. في الحقيقة، توثّق حكاية أديمار شابان وحياة القديس رومولد (من قِبل بييترو دامياني) بعثة القديس برونو، قديس كويرفورت، إلى أرض الروس، إذ نجح في تحويل ملكٍ محلي إلى المسيحية (واحد من ثلاثة أشقاء حكموا تلك الأرض). يشير ألكسندر نازارينكو إلى أن ياروبولك مر ببعض الطقوس الأولية للتعميد، لكنه قُتل بإيعاز من أخيه غير الشقيق الوثني فلاديمير (الذي كانت حقوقه على العرش مشكوك بها) قبل إضفاء الطابع الرسمي لتحويله (إلى المسيحية). على إثر هذه القصة، فإن أي معلومة حول تعميد ياروبولك وفقًا للطقوس اللاتينية ستُقمع من قِبل القصص الأرثوذكسية اللاحقة، جاهدين للحفاظ على صورة فلاديمير كرسولٍ للروس، نقية للأجيال المتعاقبة.

## تعميد فلاديمير أمير كييف

### النشأة
خلال العقد الأول من حكم فلاديمير، بدأ رد الفعل الوثني. اختير بيرون كآلهة عليا للدين الوثني السلافي وكان صنمه موضوعًا على التلة من قِبل القصر الملكي. كان هذا الإحياء الوثني متزامنًا مع محاولات مشابهة اتخذها يارل هاكون في النرويج و(محتملًا) سفين فوركبيرد في الدنمارك. فشل إصلاحه الديني. في أواخر ثمانينيات القرن العاشر وجد أنه من الضروري اعتناق ديانات توحيدية من الخارج.
تُفيد حكاية السنوات الأولى بأنه، في عام 986، قابل فلاديمير ممثلين من ديانات مختلفة. وُصفت النتيجة بشكل ظريف من قِبل الحكاية المفترضة التالية. بعد اللقاء مع بلغار الفولغا المسلمين، وجد فلاديمير ديانتهم غير مناسبة بسبب متطلباتها، من الختان إلى التابو (المحظورات أو المحرمات) من المشاريب الكحولية ولحم الخنزير؛ قال فلاديمير زاعمًا: «الشرب متعة الروس». تشاور أيضًا مع المبعوثين اليهود (الذين من ممكن أن يكونوا من الخزر أو لا)، وسألهم حول اليهودية لكنه رفضها نهائيًا، قائلًا إن فقدانهم للقدس كان دليلًا بأن الله تخلّى عنهم.
في عام 987، كنتيجة لمشاورة مع النبلاء في بلاطه، أرسل فلاديمير مبعوثين للاستقصاء عن الديانات المتعددة للأمم المجاورة الذين قام ممثليهم بحثّه على اعتناق دين كل منها. أفاد المبعوثون بأنه لا يوجد متعة بين مسلمي بلغار الفولغا؛ فقط الحزن والصخب الكبير. لم يرى مبعوثوه الجمال في الكنائس الكئيبة للألمان؛ لكن في آيا صوفيا، استُهلّت جميع الطقوس الاحتفالية للكنيسة البيزنطية لإثارة إعجابهم، وجدوا نموذجهم المثالي، وقالوا: «لم نعد نعرف ما إذا كنا في الجنة أو على الأرض»، «ولا نعرف كيف سنُعبّر عن هكذا جمال».